# GR-105
El GR-105, conocido también como Ruta de las Peregrinaciones y Camino de Oviedo a Covadonga, es un sendero de Gran Recorrido que transcurre por Asturias desde Oviedo hasta Covadonga, España. 
Es una ruta de varios días por la naturaleza de la zona interior de Asturias.
Tiene dos variantes:
- El GR-105.1, que sale de Mieres desde el GR-100 (Ruta de la Vía de la Plata) y se une al GR principal en Oviedo.
- El GR-105.2, conocido como  Camino del Oriente, que sale de Llanes desde el GR-204 y termina en Covadonga.

## Historia
Los creadores de este sendero de gran recorrido fueron los miembros del extinto grupo de montaña "Rivayagüe", quienes lo diseñaron, limpiaron y señalizaron hacia el año 1995.
Su idea fue crear una peregrinación alternativa al asfalto, por los montes y aldeas del interior de Asturias.  Casi todas las etapas tienen un rasgo en común: inicio con subidas pronunciadas, desarrollo por sierras o cordales, y bajada final.
En algunas etapas no existe ningún acomodo ni albergue al finalizar el día, por lo que es necesario llamar a un taxi o amigo para trasladarse a una localidad competente (generalmente Infiesto y alrededores).

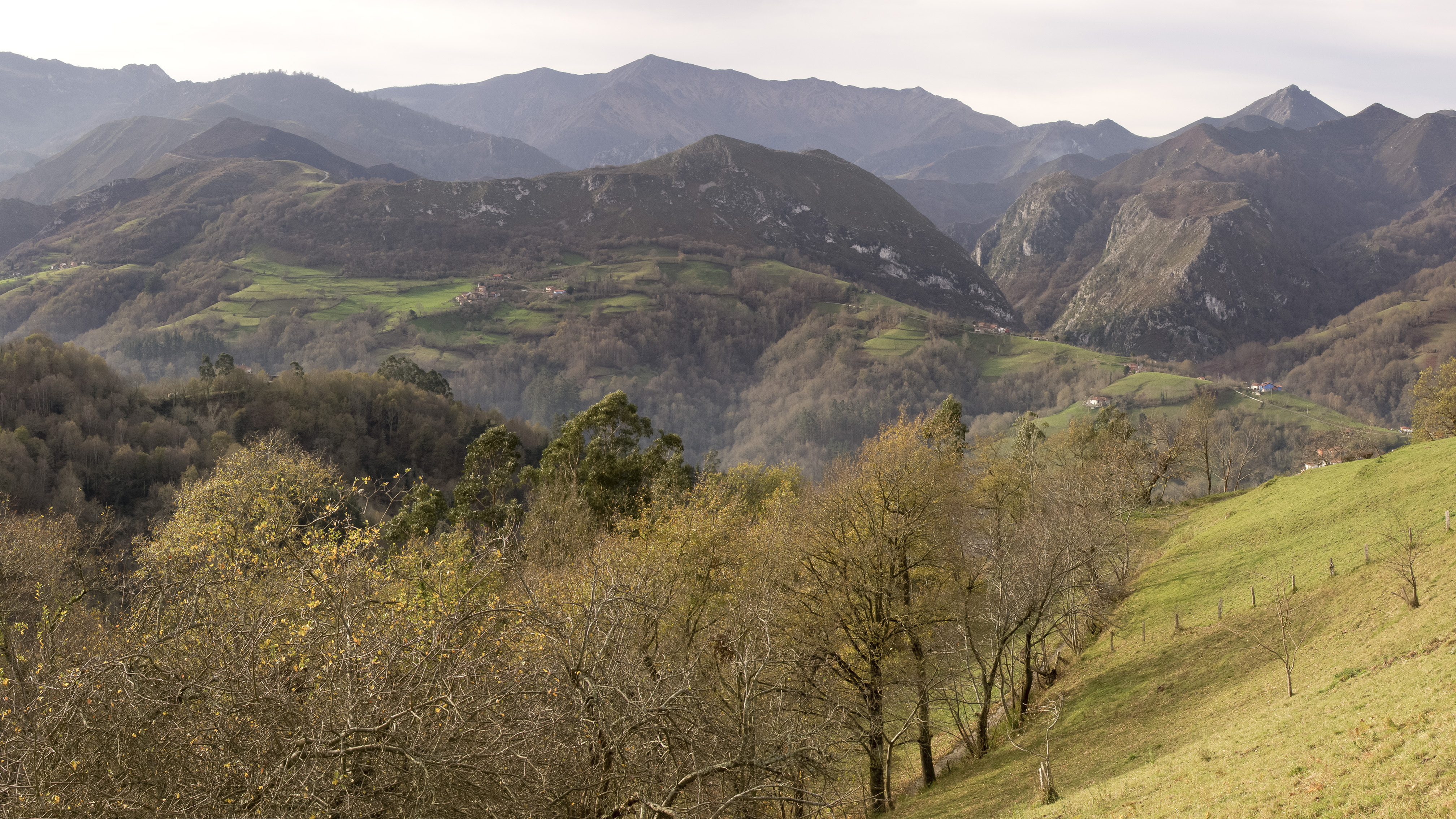
lugar cerca de la aldea de Villarcazo (Piloña), que demuestra el carácter montañero de la ruta GR-105

La falta de mantenimiento, el poco tránsito y la exuberancia de la naturaleza ha hecho que algunas etapas se conviertan en casi imposibles de completar. Esto se advierte especialmente en las etapas 4 y 5, hasta el punto que el final original de la etapa 5 (La Matosa) se ha sustituido prácticamente en todas las guías por Villamayor (Piloña).
Otros lugares concretos de las etapas (sierra de Bodes en la etapa 6, o Soperi en la etapa 7) también resultan infranqueables, obligando a una alternativa por asfalto o rodeo poco práctico, con el probable resultado de pérdida o desorientación. En las etapas centrales, existen tramos donde no se observa población alguna.

## Etapas
- Etapa 1: Oviedo - Bendición.[3]

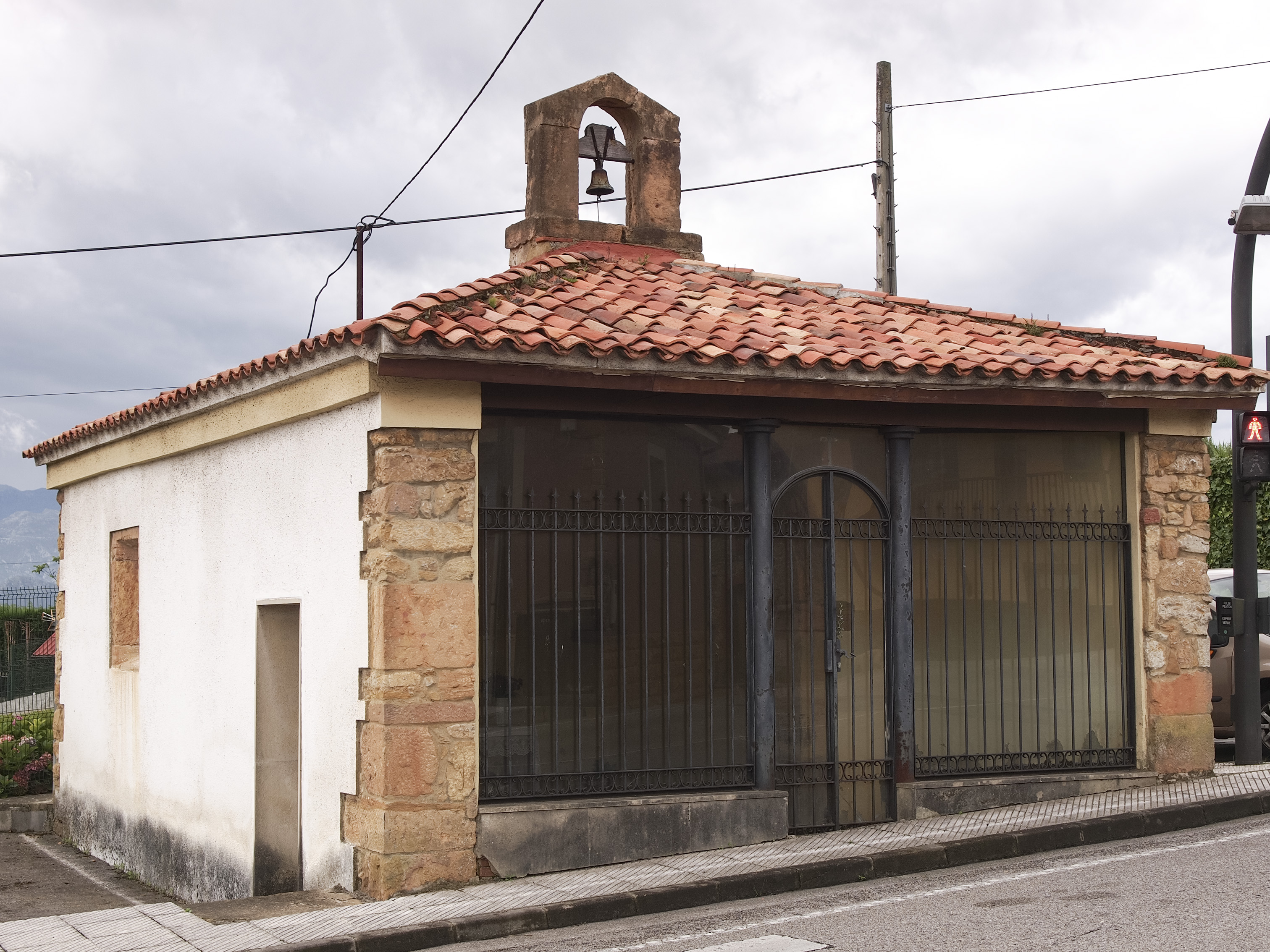
inicio de la ruta GR-105 en la ermita de Covadonga (Oviedo)

- Etapa 2: Bendición - Alto del Espinadal.[4]
- Etapa 3: Alto del Espinadal -  Puente Miera.[5]
- Etapa 4: Puente Miera - Espinaredo.[6]
- Etapa 5: Espinaredo - Villamayor (original Espinaredo - La Matosa).[7]
- Etapa 6: Villamayor - Cangas de Onís (original La Matosa - Cangas de Onís).[8]

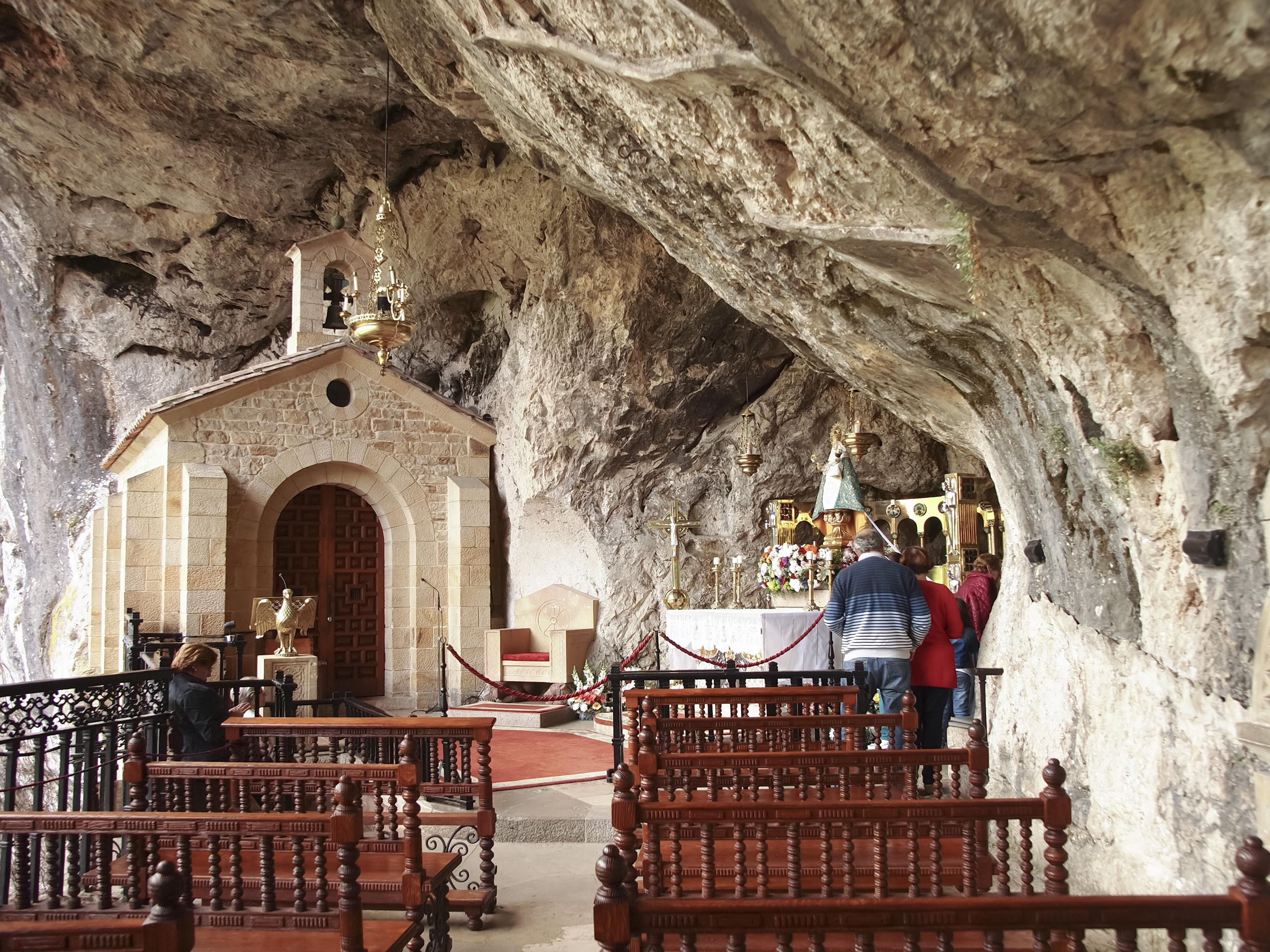
fin de la ruta GR-105 en la Santa Cueva de la Virgen de Covadonga (Cangas de Onís)

- Etapa 7: Cangas de Onís - Covadonga.[9]

## Guías
Prácticamente toda la información sobre esta ruta está en español.
Fruto del trabajo del citado grupo de montaña "Rivayagüe", existe una guía publicada por la editorial Sua Edizioak (Bilbao)  en 1996 (ISBN 84-8216-038-9).
En internet existen varias descripciones de esta ruta, pero quizás la más completa sea la realizada por el grupo de montañeros "jfcamina".  Como ellos mismos advierten, la guía está hecha en el año 2011 y "muchas cosas han cambiado en el recorrido".